# George Howard Parker
George Howard Parker (23 décembre 1864 - 26 mars 1955) est un zoologiste américain. Il est professeur à Harvard et a étudié l'anatomie et la physiologie des organes sensoriels et des réactions animales.

## Biographie
George Howard Parker est né à Philadelphie le 23 décembre 1864. Il est diplômé de Harvard en 1887 avec son diplôme de premier cycle, poursuivant plus tard des cours spéciaux là-bas et dans les universités de Leipzig, Berlin et Fribourg. Il devient instructeur adjoint en zoologie à Harvard en 1888 et y occupe différents postes, obtenant son doctorat en 1891 et devient professeur de zoologie en 1906.
Il est membre de l'Académie américaine des arts et des sciences, membre de l'Académie nationale des sciences et également de la Société américaine de philosophie,.
Pour son travail "Do Melanophore Nerves Show Antidromic Responses?" dans le Journal of General Physiology, Parker reçoit la Médaille Daniel-Giraud-Elliot en 1937 par l'Académie nationale des sciences. Il est chargé de cours William Brewster Clark au Amherst College en 1914 et cette année-là est envoyé par le gouvernement des États-Unis pour enquêter sur le troupeau de phoques Pribilof.